# Амбрим (вулкан)
Амбрим — діючий вулкан у державі Вануату в провінції Малампа на однойменому острові. Почав активно вивергатися з 1996 року і по цей час. Останнє виверження сталося у 2014 році. Вулкан має в кратері Марум лавове озеро.
Розміри кальдери досягають 12*7 км. Кальдера виникла внаслідок виверження вулкана плінінського типу, яке відбулося приблизно 50 р. н. е.